# Великий роман (роман)
«Великий роман» (англ. The Great Romance) — науково-фантастичний і утопічний роман анонімного новозеландського письменника відомого як Мешканець. Вперше опубліковано 1881 року. Складається з 2 частин. Був одним із видатних творів утопічної наукової фантастики кінця ХІХ століття. Перша частина вплинула на твір Едварда Белламі «Погляд назад, 2000—1887». Друга частина вважалася втраченою протягом століття, поки не була виявлена у Бібліотеці Гоккена в Данедіні (Нова Зеландія). Нове видання відбулося 2008 року. Вважається, що існує третя частина, але її досі не було знайдено.

## Зміст
Головний герой — Джон Гоуп — бере участь у проекті, занурюється в анабіоз в 1950 році і прокидається в 2143 році. Виявляються, що тепер люди мають телепатичні здібності. Розвиток телепатії як загального людського таланту призвів до значно поліпшеного суспільства. Люди вже не можуть приховувати зловісні мотиви та плани. В результаті поліпшився моральний дух, а зло майже невідоме. Ті, хто не зміг або не бажає пристосуватися до цього нового соціального та етичного клімату, покинули цивілізоване суспільство для більш примітивних земель, де телепатична влада не домінує.
Разом з вченими Альфредом Вейром і Чарльзом Мокстоном (осатаній має також здібності телекінезу) Джон Гоуп вирушає колонізувати Венеру. Автор детально описує переліт. Тут читачі стикаються з описами скафандрів (названо космічними костюмами), труднощі при посадці на астероїд космічних човників та планетарних роверів, які стали одним з перших описів у фантастиці. На Венері земляни намагаються облаштуватися, незабаром стикаються з венеріанцями, з якими товаришують. В подальшому Джон Гоуп закохується з одну з венеріанок, від якої народжуються змішані нащадки. Виникає раса метисів.